# Переслегіно (Псковська область)
Переслегіно (рос. Переслегино) — присілок в Великолуцькому районі Псковської області Російської Федерації.
Населення становить 1396 осіб. Входить до складу муніципального утворення Переслегинська волость.

## Історія
Від 2014 року входить до складу муніципального утворення Переслегинська волость.

## Населення
| 2001 | 2002  | 2010  | 2021  |
| ---- | ----- | ----- | ----- |
| 1740 | ↘1608 | ↘1517 | ↘1396 |